# Vidalia armifrons
Vidalia armifrons es una especie de insecto del género Vidalia de la familia Tephritidae del orden Diptera.

## Historia
Josef Aloizievitsch Portschinsky la describió científicamente por primera vez en el año 1891.